# Antiokheiai Szent Margit-templom (Kopcsány)
Az Antiokheiai Szent Margit-templom Szlovákiában Kopcsány közelében egyike a kevés fennmaradt templomnak, amelyek feltételezhetően a Nagymorva Birodalom korából származnak. Szlovákia legrégebbi templomai közé tartozik; valószínűleg a 9. vagy 10. században építették, első fennmaradt említése 1329-ből való. A templomot a 18. századig használták. 

## Leírása
A templom elő-romanikus stílusban épült. Egyhajós templom, amelyben a keleti presbitériumhoz kis, téglalap alakú presbitérium csatlakozik. A legutóbbi ásatások szerint az eredeti templomnak egy téglalap alakú narthex volt a nyugati végén, benne egy kővel kirakott nagy sírral. Amikor a narthexet lebontották, beillesztették a gótikus boltívet, amely azután a  nyugati bejáratot képezte.
1995 óta a templomot a szlovák kulturális örökség részeként tartják nyilván. A nagyközönség számára a templom kívülről megtekinthető. Kopcsánytól keletre egy mezőn áll, és mintegy 1,6 kilométerre helyezkedik el a nagymorávaiai Mikulčice településtől, amely a Morva folyó másik partján található. Egy út vezet hozzá, a közelében egy 16-17. századi épület romja található, amely talán major vagy kúria lehetett. 

## Kutatástörténet
A cseh-szlovák határ közelében található kis templomot hosszú ideig barokk kápolnának tartották. A templom első építészeti felmérését 1964-ben végezték, ekkor a templom építését a gótikus időszakra datálták. 1996-ban Viktor Ferus közzétett egy hipotézist a nagymorva eredetet illetően. A 2004-es kutatások során három sír és több ékszer került elő a templom mellől, amelyek a Nagymorva Birodalom korából származnak. A sírok helyzete már igazodott a temploméhoz, és a sírok az épületből származó habarcsot tartalmaztak. A töredékek alakja és mérete arra utal, hogy a templom építési szakaszában keletkeztek, és nem valamely későbbi bontáskor. Ebben az időszakban ezt a templomot tartották az egyedülinek, amely a nagymorva korszakból fennmaradt Csehországban illetve Szlovákiában.  2013-ban egy kutatócsapat a dendrokronológia segítségével elemzett egy fadarabot az épületből, és kijelentették, hogy 951-re datálható, ami az építést a 10. század második felére, a Nagymorva Birodalom bukása és a Magyar Királyság alapítása közötti időszakra teszi. Ezek az eredmények nem voltak általánosan elfogadottak, és további ellenőrzés alatt állnak.
Jelenleg a régészeti kutatás a történelmi táj és településeinek rekonstrukciójára összpontosít. Ebben az időszakban a templom további felújításokon esett át, és a régi vakolatot eltávolították a falakról. A hajó északi oldalán található két íves ablak eredeti, míg a déli oldalon lévő ablakokat a utóbb a román korban módosították. 

## Fordítás
- Ez a szócikk részben vagy egészben  a   Church of St. Margaret of Antioch, Kopčany című angol Wikipédia-szócikk ezen változatának fordításán alapul.  Az eredeti cikk szerkesztőit annak laptörténete sorolja fel. Ez a jelzés csupán a megfogalmazás eredetét és a szerzői jogokat jelzi, nem szolgál a cikkben szereplő információk forrásmegjelöléseként.